# Chalepus bacchus
Chalepus bacchus är en skalbaggsart som först beskrevs av Newman 1840.  Chalepus bacchus ingår i släktet Chalepus och familjen bladbaggar. Inga underarter finns listade i Catalogue of Life.